# 닉 프로스트
닉 프로스트(Nick Frost, 1972년 3월 28일 ~ )는 잉글랜드의 배우이다.

## 출연 작품
- 스노우 화이트 앤 더 헌츠맨 - 니온 역
- 몬스터 패밀리
- 툼 레이더 - 맥스 역
- 슬러터하우스 룰즈 (총괄 프로듀서, 조연)
- 슈퍼펫
- 파이팅 위드 마이 패밀리
- 드래곤 길들이기 - 고버 역